# 喜沢
喜沢（きざわ）は、埼玉県戸田市の町名。現行行政地名は喜沢一丁目および二丁目。郵便番号は335-0013（蕨郵便局管区）。

## 地理
戸田市の東部に位置する。地区内に鉄道は通っていないが、JR埼京線戸田公園駅やJR京浜東北線西川口駅が最寄り駅となっている。宅地化が進んでいる。

### 河川
- 緑川

### 地価
住宅地の地価は、2017年（平成29年）1月1日の公示地価によれば、喜沢二丁目9-63の地点で21万9000円/m2となっている。

## 歴史

### 沿革
- 1964年（昭和39年） - 戸田町大字下戸田の一部から喜沢一・二丁目が成立[5]。
- 1966年（昭和41年）10月1日 - 市制施行により、戸田市の町丁となる。

## 世帯数と人口
2017年（平成29年）10月1日現在の世帯数と人口は以下の通りである。
| 丁目       | 世帯数    | 人口    |
| ---------- | --------- | ------- |
| 喜沢一丁目 | 2,593世帯 | 4,509人 |
| 喜沢二丁目 | 1,782世帯 | 3,877人 |
| 計         | 4,375世帯 | 8,386人 |

## 小・中学校の学区
市立小・中学校に通う場合、学区は以下の通りとなる。
| 丁目       | 番地 | 小学校             | 中学校               |
| ---------- | ---- | ------------------ | -------------------- |
| 喜沢一丁目 | 全域 | 戸田市立喜沢小学校 | 戸田市立戸田東中学校 |
| 喜沢二丁目 | 全域 | 戸田市立喜沢小学校 | 戸田市立喜沢中学校   |

## 交通
- 東京都道・埼玉県道68号練馬川口線
- カリン通り
- 中央通り
- 第二公園通り
- 喜沢通り

## 施設
一丁目
- 戸田市喜沢小学校
- 喜沢記念会館
- 立野際公園
- 後第一公園
- 後第二公園
- 桜堤公園（喜沢の桜）

二丁目
- きざわ保育園
- 喜沢第二公園
- 立野際小公園
- 喜沢2丁目児童遊園地
- 戸田喜沢郵便局
- 喜沢第一公園